# Nomécourt
Nomécourt település Franciaországban, Haute-Marne megyében. Lakosainak száma 112 fő (2022. január 1.). Nomécourt Chatonrupt-Sommermont, Guindrecourt-aux-Ormes, Joinville és Mathons községekkel határos.

## Népesség
A település népességének változása:
| Lakosok száma | 119  | 92   | 92   | 102  | 100  | 109  | 110  | 108  | 108  | 112  |
|               | 1968 | 1982 | 1990 | 2006 | 2013 | 2015 | 2017 | 2019 | 2020 | 2022 |